# Elorza
Elorza ist eine kleine Stadt Venezuelas, Verwaltungssitz der Gemeinde Rómulo Gallegos im Bundesstaat Apure. Elorza befindet sich in den venezolanischen Llanos am Río Arauca und hat etwa 26.800 Einwohner (Volkszählung 2011–2012). Die Stadt grenzt an Kolumbien.